# Симница
Симница (мкд. Симница) је насељено место у Северној Македонији, у северозападном делу државе. Симница припада општини Гостивар.

## Географски положај
Насеље Симница је смештено у северозападном делу Северне Македоније. Од најближег већег града, Гостивара, насеље је удаљено 16 km јужно.
Симница се налази у горњем делу историјске области Полог. Насеље је положено на на североисточним падинама планине Буковик. Поред насеља протиче речица Лакавица, прва значајнија притока Вардара. Надморска висина насеља је приближно 720 метара.
Клима у насељу је планинска.

## Историја
Код Симнице је између два рата обнављан стари средњовековни манастир Св. Симеона Столпника. Манастир је неколико векова био рушевина; остала је само основа храма. Заузимањем свештеника из Врутока, поп Аркадија Поповића основан је у Врутку 1928. године Одбор за обнову манастира. Одбор је тражио помоћ од православаца по целом српству. Манастир је 1929. године и завршен. Почетком јануара 1929. године забрујало је једино велико звоно. Подигнути манастирски конак имао је 20 соба за госте. који би могли и дуже ту да бораве јер је Симница - ваздушна бања.
Новембра 1943. године страдао је од стране окупатора манастир Симница.

## Становништво
По попису становништва из 2002. године Симница је имала 430 становника.
Претежно становништво у насељу су Албанци (99%).
Већинска вероисповест у насељу је ислам.